# Violet (entreprise)
Pour les articles homonymes, voir Violet (homonymie).
 (23 mai 2017).
 (janvier 2009).
Si vous disposez d'ouvrages ou d'articles de référence ou si vous connaissez des sites web de qualité traitant du thème abordé ici, merci de compléter l'article en donnant les références utiles à sa vérifiabilité et en les liant à la section « Notes et références ».
Violet est une société française spécialisée dans la robotique ludique. Les activités de Violet appartenaient depuis 2009 à la société Mindscape qui les cèdent à son tour à Aldebaran Robotics en octobre 2011. 

## Historique
La société est fondée en juin 2003 par Olivier Mével, Mikael Salaun, Christophe Rebours, Sylvain Huet et Rafi Haladjian afin de développer des technologies, produits et services qui permettent de rendre communicants des objets hier inertes.
Le 30 juin 2009, Violet est placée en redressement judiciaire et recherche un repreneur jusqu'au 4 septembre 2009, date à laquelle les trois offres présentées sont rejetées. Après une nouvelle présentation par les éventuels repreneurs, Le 8 septembre 2009, la société est placée en liquidation judiciaire.
Les actifs de Violet sont cédés à Mindscape le 20 octobre 2009 pour un montant de 350 000 €,. Le 23 juin 2011, la société Mindscape a annoncé sa mise sous procédure de redressement judiciaire et le 6 octobre 2011, Aldebaran Robotics annonce la reprise de Karotz.
Le 21 mai 2015  est prononcée la clôture pour insuffisance d'actif

## Produits phares
En novembre 2008, Violet lance les Ztamp:s qui sont des petites radio-étiquette à coller.
En 2009, avec Nabaztag et Mir:ror, Violet souhaite alors démocratiser l'usage des RFID et se veut pionnier de l'Internet des objets.